# Anopheles fuscicolor
Anopheles fuscicolor är en tvåvingeart som beskrevs av Someren 1947. Anopheles fuscicolor ingår i släktet Anopheles och familjen stickmyggor.
Artens utbredningsområde är Madagaskar. Inga underarter finns listade i Catalogue of Life.